# Nigidius bubalus
Nigidius bubalus is een keversoort uit de familie vliegende herten (Lucanidae). De wetenschappelijke naam van de soort is voor het eerst geldig gepubliceerd in 1787 door Swederus.